# Alex Nibourette
Alex Nibourette, né le 26 décembre 1983, est un footballeur seychellois qui évolue au poste d'attaquant dans le club de Saint-Michel United. 
Il joue également pour les Seychelles.

## Palmarès
- Champion des Seychelles en 2003, 2007, 2008 et 2011 avec Saint-Michel United
- Vainqueur de la Coupe des Seychelles en 2006, 2007 et 2008 avec Saint-Michel United
- Médaille d'or aux jeux des îles de l'Océan Indien en 2011 avec les Seychelles.